# Acacia diminuta
Acacia diminuta é uma espécie de leguminosa do gênero Acacia, pertencente à família Fabaceae.